# 마이무나
마이무나(러시아어: Маймуна, 로마자 표기: Maimuna, 1980년 5월 28일 ~ )는 러시아 출신 벨라루스의 바이올리니스트이다. 유로비전 송 콘테스트 2015에 우자리와 함께 벨라루스 대표로 참여했다.